# Prinsessen som ingen kunne målbinde
Prinsessen som ingen kunne målbinde är en norsk svartvit kortfilm från 1932. Filmen regisserades av Walter Fürst och i rollen som prinsessan ses Unni Torkildsen. Filmen bygger på den norska folksagan Prinsessan som aldrig blev svarslös, insamlad av Peter Christen Asbjørnsen. Sagan omarbetades till filmmanus av Alf Rød. Filmen producerades av Kommunenes filmcentral med Fürst som producent. Reidar Lund var fotograf och Fürst klippare. Premiären ägde rum den 2 maj 1932 i Norge.

## Handling
I kungsgården ondgör sig prinsessan över alla dumma friare som kommer till henne, som hon en efter en kastar ut eftersom de inte lyckas göra henne svarslös. Kungen lovar bort henne och halva kungariket till den som lyckas med detta. De tre bröderna Espen, Per och Pål antar utmaningen och Espen samlar ihop allehanda underliga saker och blir för detta hånad av bröderna. Det visar sig dock att Espen var den klokaste av dem tre då han med hjälp av sakerna lyckas göra prinsessan svarslös och därmed få hennes hand och halva kungariket.

## Rollista
- Andreas Aabel – Espen Askeladd
- Harald Stormoen – kungen
- Unni Torkildsen – prinsessan
- Egil Hjorth-Jenssen – Pål
- Eugen Skjønberg – Per
- Finn Bernhoft – fänriken
- Johs. Jensen – mästermannen
- Marie Hedemark – brödernas mor
- Birger Løvaas – friaren